# Le Mesnil-en-Thelle
Le Mesnil-en-Thelle – miejscowość i gmina we Francji, w regionie Hauts-de-France, w departamencie Oise.
Według danych na rok 1990 gminę zamieszkiwało 2118 osób, a gęstość zaludnienia wynosiła 348 osób/km² (wśród 2293 gmin Pikardii Le Mesnil-en-Thelle plasuje się na 131. miejscu pod względem liczby ludności, natomiast pod względem powierzchni na miejscu 775.).